# Hermann Grub
Hermann Grub (* 8. August 1939 bei Ulm) ist ein deutscher Architekt.

## Leben und Wirken

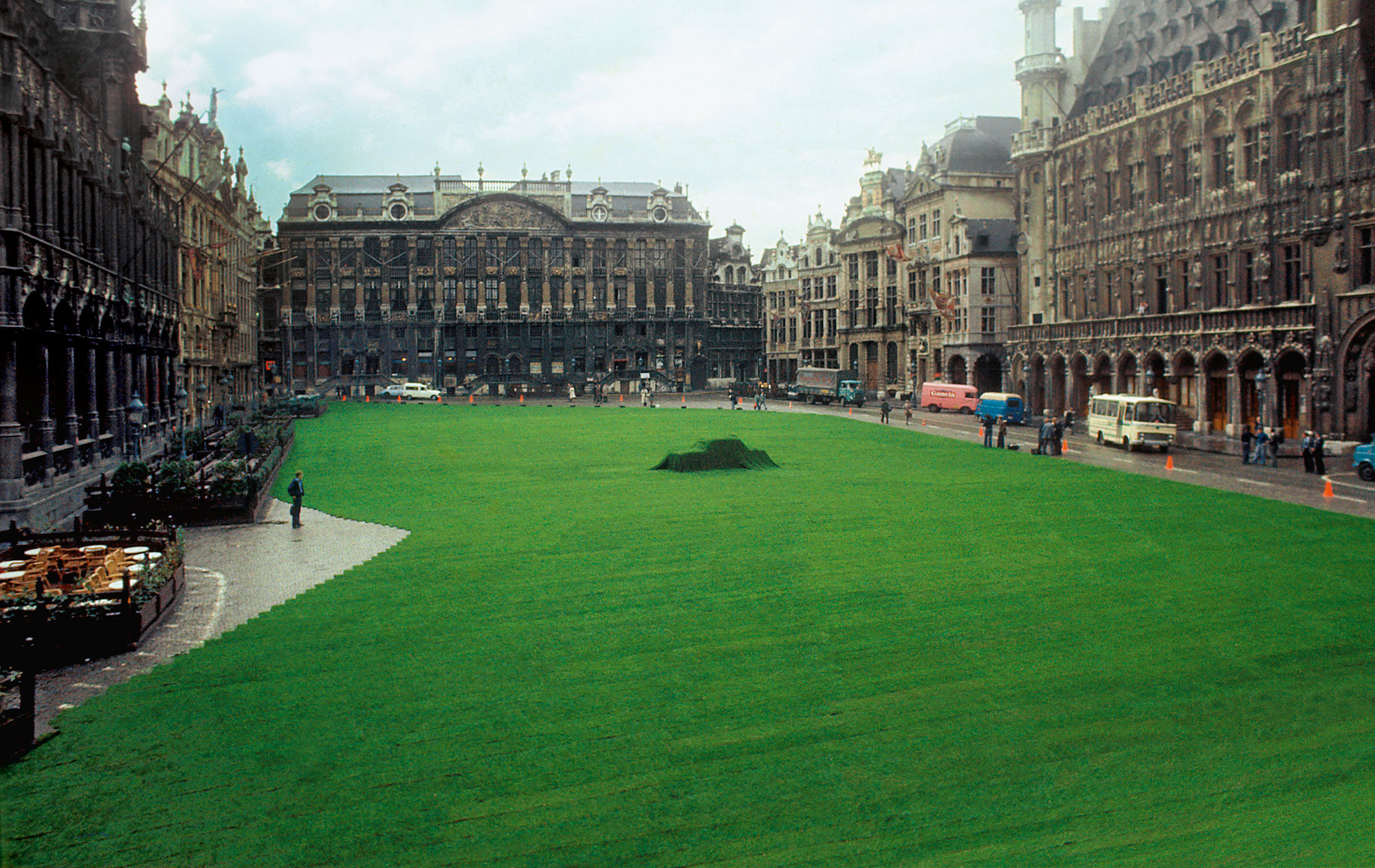
Begrünung der Grand Place zur Europalia '77 in Brüssel (1977)

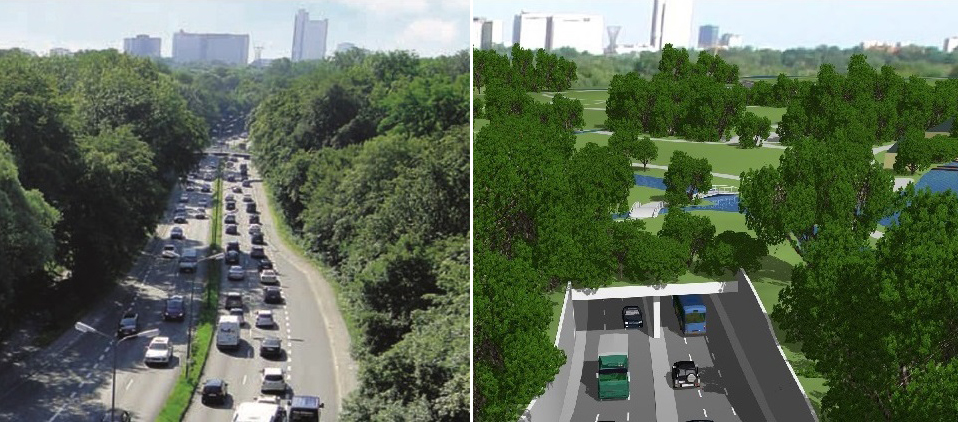
Ein Englischer Garten 2010–2016 (München)

Hermann Grub studierte Architektur an der Kunstakademie Stuttgart bei Herbert Hirche und war anschließend sechs Jahre im Architekturbüro von Justus Dahinden in Zürich tätig. Seit 1969 hat er  ein eigenes Büro für Architektur und Stadtplanung in München. Er widmet sich insbesondere Konzepten und Lösungen für städtebauliche Themen, ein wichtiges Instrument für die Öffentlichkeitsarbeit sind Installationen im öffentlichen Raum.
1974 erhielt Grub den Forschungsauftrag des Freistaates Bayern „Erholungsraum Stadt“ und Entwicklung eines innerstädtischen Grün- und Freiraumkonzepts mit dem Fokus auf den Potentialen städtischer Hinterhöfe und öffentlicher Räume. 1977 vertrat er  mit einer Werk-Ausstellung die Bundesrepublik Deutschland im Bereich Architektur bei der Europalia in Brüssel. Internationale Beachtung fand das 1979 durchgeführte Projekt „Stadtteilerneuerung Nürnberg-Gostenhof“, das anschließend mit der Goldmedaille des Bundesbauministeriums ausgezeichnet wurde, zudem erhielt Grub hierfür den Architekturpreis der Jürgen Ponto–Stiftung.
Grub lebt seit 1969 in München. Seit 1978 arbeitet er mit Petra Lejeune zusammen, die er 1982 heiratete; sie haben drei gemeinsame Kinder. 2010 gingen sie in München mit dem Vorschlag an die Öffentlichkeit, den Mittleren Ring im Bereich des Englischen Gartens in einen Tunnel zu verlegen und damit die Wiedervereinigung des Gartendenkmals zu ermöglichen. Im Juli 2017 beschloss der Stadtrat einstimmig, das Projekt umzusetzen. Hierfür wurden beide Architekten 2018 mit der Medaille „München leuchtet“ in Gold ausgezeichnet. Bereits 2017 waren sie mit der Auszeichnung „Schwabinger Lächeln“ durch den Bezirksausschuss Schwabing-Freimann geehrt worden.

## Projekte (Auswahl)
- 1970 Actif au Maroc, Regionalgutachten Marokko, in Zusammenarbeit mit Coop Himmelblau, Wien; Christo, New York; Haus-Rucker-Co, Düsseldorf; Prof. Justus Dahinden, Zürich; Domenig + Huth, Graz; HA Schult, Köln[7]
- 1972 Alpamare, Freizeitanlage, Bad Tölz
- 1973 Stadt- und Kurortentwicklung Baden-Baden, Konzept für eine neue Kernstadt
- 1974 Stadtoase München, Konzept für die Durchgrünung von Hinterhöfen in einer städtischen Blockbebauung.[8][9][10][11][12]
- 1975 Erholungsraum Stadt, Forschungsauftrag des Landes Bayern. Untersuchung von 12 km² Münchner Innenstadt, innerstädtisches Grün- und Freiraumkonzept[3]
- 1979 Stadterneuerungskonzept Nürnberg-Gostenhof, erste „Planungskneipe“ zur Bürgerbeteiligung
- 1991 Grüne Nachbarschaft, Freiflächensicherungskonzept für die Städte Ludwigsburg, Kornwestheim, Bietigheim-Bissingen, Freiberg, Remseck und Tamm
- 1996 Grün zwischen Städten, Grüne Nachbarschaft, Baden-Württemberg[13]
- 1997 München: Stadt Land Grün, Städtebauliches Konzept in Zusammenarbeit mit der Stadt München dem Land Bayern sowie der Region[14]
- 1998 Berlin – Stadt in der Landschaft, Freiraumkonzept für den Großraum Berlin in Zusammenarbeit mit dem Berliner Senat
- 1999 Augsburg: Tradition—Region—Vision, Städtebauliches Konzept in Zusammenarbeit mit der Stadt Augsburg[15]
- 2000 „Tel Aviv 21“, Grünkonzept für Tel Aviv/Jaffa[16]
- 2002 Regensburg: Blaue Bänder—Grünes Netz, Freiflächenkonzepte für den Donauraum Regensburg[13]
- 2004 Grünzug Neckartal[17][18] Initiative zur qualitativen Aufwertung des Neckartals zwischen Marbach und Plochingen im Großraum Stuttgart. Projektpartner: Fünf beteiligten Städte, Bundesministerium für Verkehr, Bau und Stadtentwicklung, Berlin, Bundesamt für Bauwesen und Raumordnung, Bonn, Regierungspräsidium Stuttgart, Umweltministerium Baden-Württemberg und Verband Region Stuttgart[19]
- 2010 Initiative Ein Englischer Garten, München, Konzept zur Wiedervereinigung des Parkdenkmals durch Absenken der Stadtautobahn Isarring in einen Tunnel[20]
- 2018 Ein Englischer Garten 2.0 Plan B für die Tram im Park, München, Planung für einen Tram-Tunnel durch den Englischen Garten anstelle der bestehenden Busstraße[21]

## Installationen
- 1977 EUROPALIA '77, Rollrasen auf dem Grand' Place in Brüssel im Rahmen der Kultur-Festwochen der EU (Brüssel)[4][22][23][24]
- 1978 Grüninstallation Kurfürstendamm (Berlin)[25]
- 1978 Grüne Verkehrsberuhigung Schlossplatz (Stuttgart)
- 1978 Aktion zur Verkehrsberuhigung in der Adalbertstraße (München/Schwabing)
- 1979 Idee zu einem 100 m überdimensionalen Verkehrszeichen in Saudi-Arabien, zweckfrei aber nicht sinnlos (nicht realisiert)
- 1980 Abgasballon als Beitrag zum Bayerischen Umwelttag, Bayerisches Umweltministerium (Regensburg)[26]
- 1980 Installation zum Grünflächendefizit in Städten (Dortmund)
- 1981 Idee von Einhundert ausdrucksstarken Verkehrsschildern auf dem Sechseläutenplatz in Zürich (nicht realisiert)[27]
- 1983 Mauerfall. Veranstaltung zum Thementag „Kinder in der Stadt“ (Frankfurt)[28]
- 1983 Park-Zone auf Zeit in der Semmelweißstrasse (Budapest)
- 1983 Grenzenloses Grün, Begrünung der Berliner Mauer am Brandenburger Tor (Berlin, nicht realisiert)
- 1991 Müllpyramide auf dem Schlossplatz zum Thema Müllvermeidung (Stuttgart)
- 1991 Müllpyramide vor der Alten Oper zum Thema Müllvermeidung (Frankfurt a. M.)
- 1996 Die Grüne Pyramide. Eine Hommage an Fürst Pückler-Muskau, den großen Parkomanen (Frankfurt a. M.)
- 1997 Die Grüne Pyramide im Schlosshof des Neuen Schlosses (Stuttgart)
- 1997 Die Grüne Pyramide auf dem Odeonsplatz (München)
- 1998 Leuchtpfeile auf Rollrasen. Bebelplatz/Unter den Linden zum Thema: Fremdbestimmung von Bürgern (Berlin)
- 1999 Zeitzeichen München, Einhundert Pfeilschilder in einer Baumgruppe gegen die Überbeanspruchung des Englischen Gartens (München)
- 1999 Tradition-Region-Vision, 300 Modellhäuser vor dem Augsburger Rathaus stehen für Ordnung und Unordnung im Städtebau (Augsburg)
- 2002 Der Fremdbestimmte Bürger, Styropormenschen mit Strichcode (Regensburg)
- 2012 Spiegelverkehr(t) auf dem Odeonsplatz (München, nicht realisiert)

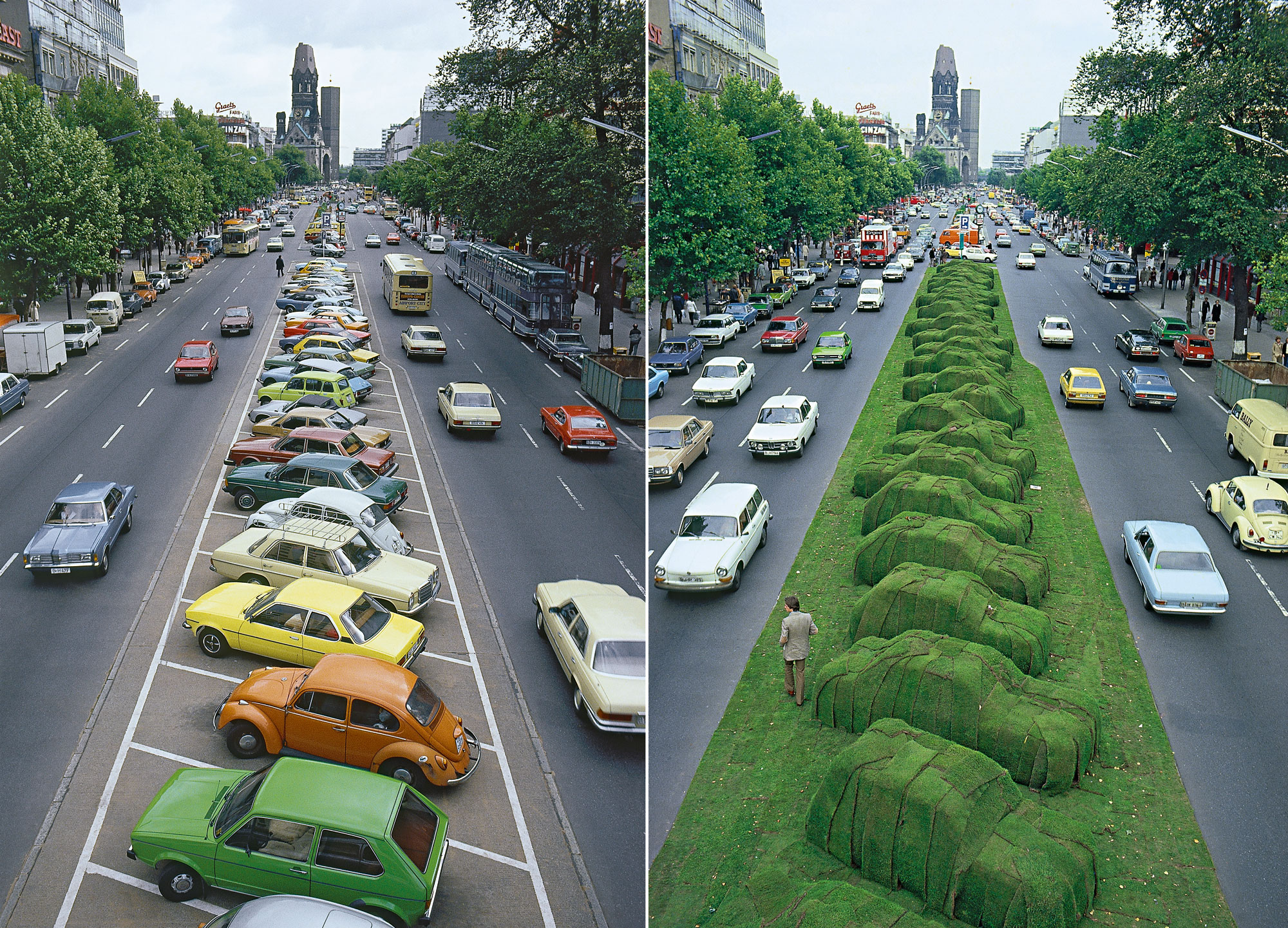
Grüninstallation Kurfürstendamm 1978 (Berlin)
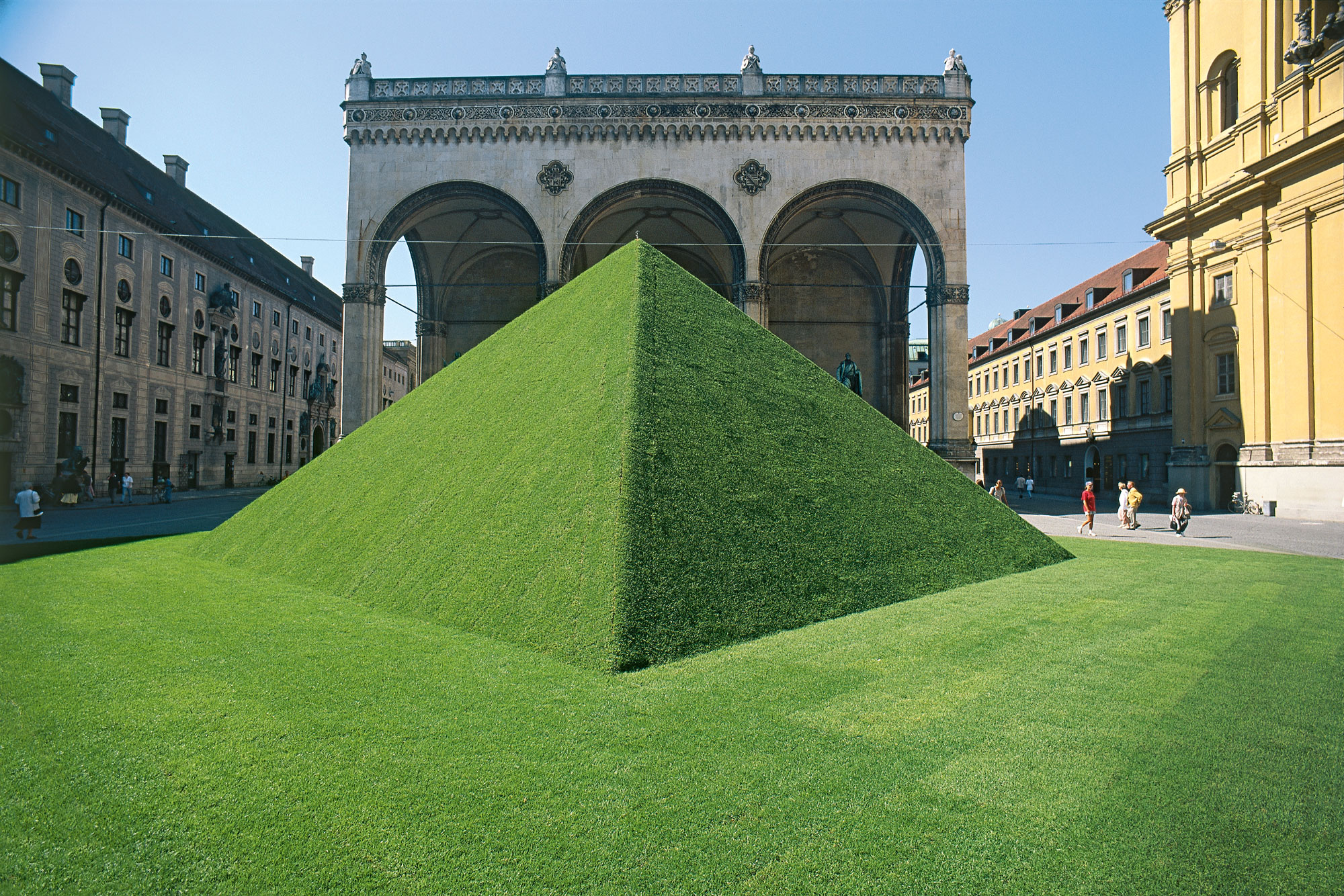
Grüne Pyramide am Odeonsplatz, München (1997)
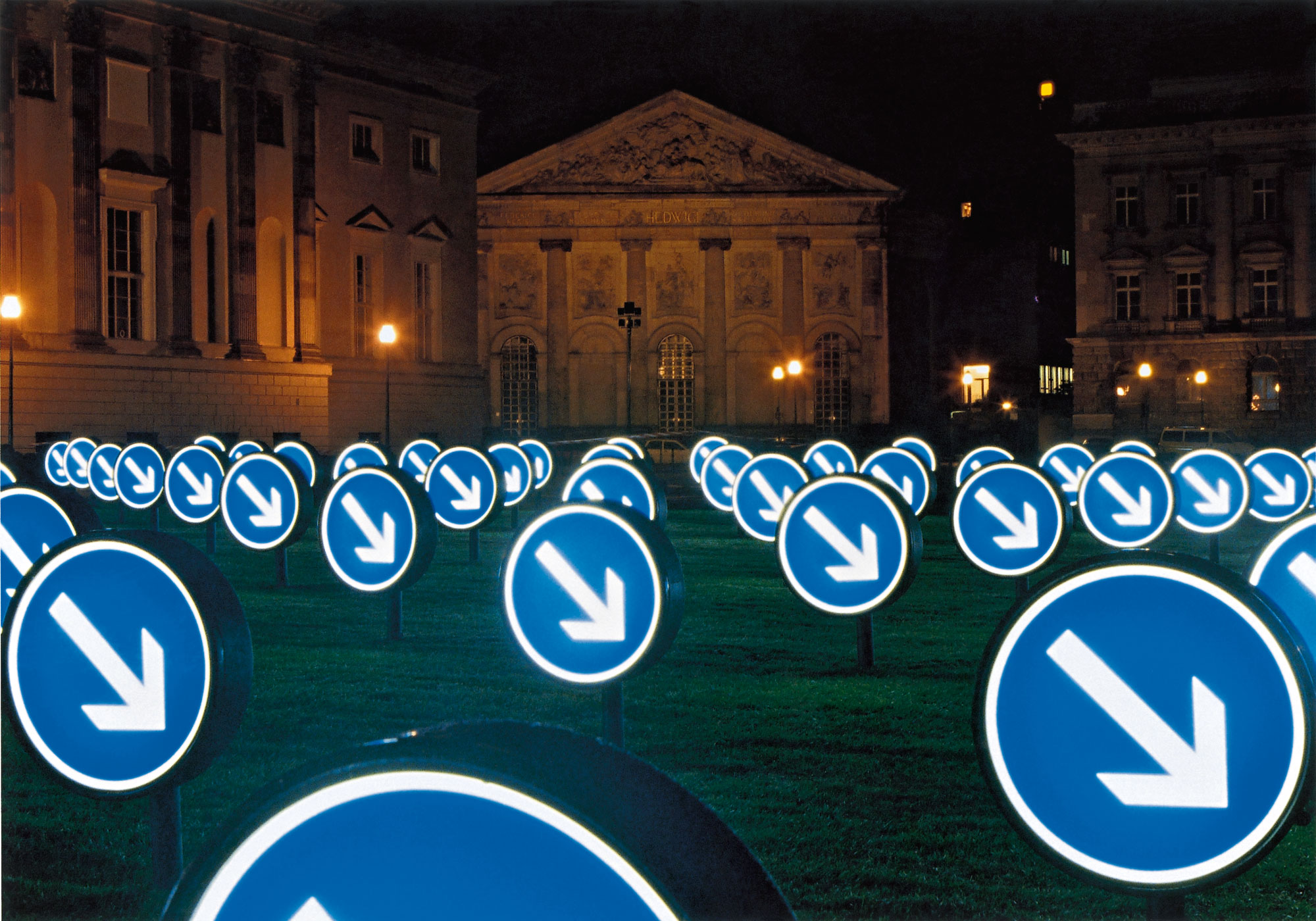
Leuchtpfeile auf Rollrasen Unter den Linden, Berlin (1998)
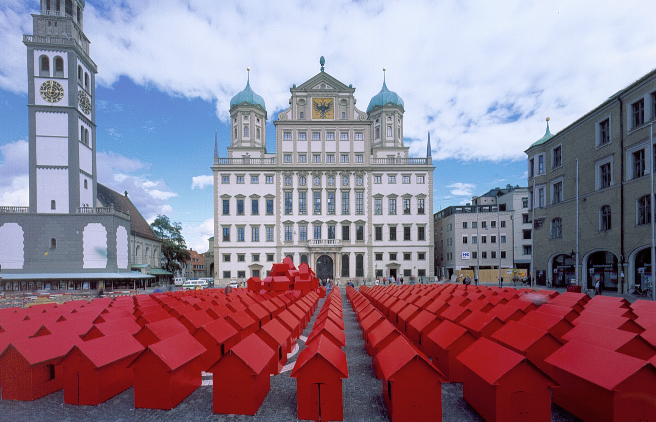
Tradition-Region-Vision, 300 Modellhäuser vor dem Rathaus 1999 (Augsburg)

## Ausstellungen (Auswahl)
- 1976: Erholungsraum Stadt. Städtische Galerie im Lenbachhaus München; Österreichisches Museum für angewandte Kunst Wien; Zürcher Hochschule der Künste
- 1977: Europalia 77 – Erholungsraum Stadt. Belgisches Historisches Museum, Brüssel
- 1978: Grün zwischen Häusern. Landespavillon des Landes Baden-Württemberg, Stuttgart
- 1980: Bien-être en ville. École Spéciale d’Architecture Paris
- 1982: Berlin/Ost, Karl-Marx-Stadt, Magdeburg „Stadt Park – Park Stadt. Eine Ausstellung aus der Bundesrepublik Deutschland. Ausgerichtet vom Architekturbüro Grub + Lejeune in Zusammenarbeit mit der Bauakademie der Deutschen Demokratischen Republik“
- 1983: Stadt Park – Park Stadt. Römerhallen, Frankfurt am Main
- 1986: Grün zwischen Häusern. Staatliche Universität Budapest
- 1988: Stadträume im Wandel. Meishuguan Ausstellungshalle in Peking und Shanghai
- 1990: Unternehmen Grün. Haus des Architekten, Moskau
- 1992: Grün zwischen Häusern. Hochschule für Architektur und Bauwesen, Weimar
- 1992: Stadträume im Wandel. Russische Architektenkammer, St. Petersburg
- 1996: Unternehmen Grün. Rathaus, Luxemburg
- 1998: Grün zwischen Städten. Berlin – Stadt in der Landschaft. Rotes Rathaus, Berlin
- 2002: Grün zwischen Städten. Stadt-Fluss-Landschaft/Zukunftswerkstätten. Historisches Museum Regensburg
- 2006: Travertinpark Stuttgart im Grünzug Neckartal. Rathaus Stuttgart

## Buchveröffentlichungen (Auswahl)
- Erholungsraum Stadt. Innerstädtische Erholungslandschaft am Beispiel der Stadt München. Gerd Hadje Verlag, Stuttgart 1979, ISBN 3-7757-0116-8.

mit Petra Lejeune-Grub
- Grün zwischen Städten. Regensburg: Blaue Bänder – Grünes Netz. Prestel, München/New York 2002, ISBN 3-7913-2828-X.
- Grün zwischen Städten. Augsburg: Tradition-Region-Vision. Prestel, München/New York 1999, ISBN 3-7913-2255-9.
- Grün zwischen Städten. Berlin: Stadt in der Landschaft. Prestel, München/New York 1998, ISBN 3-7913-1708-3.
- Grün zwischen Städten. München: Stadt-Land-Grün. Prestel, München/New York 1998, ISBN 3-7913-1756-3.
- Grün zwischen Städten. Prestel, München/New York 1996, ISBN 3-7913-1708-3.
- Unternehmen Grün. Callwey, München 1990, ISBN 3-7667-0965-8.
- Stadträume im Wandel. C.F. Müller GmbH, Karlsruhe 1986, ISBN 3-7880-7245-8.
- Grün zwischen Häusern. Ein Ratgeber für Städter. Verlag Georg D.W. Callwey, München 1984, ISBN 978-3-7667-0738-3.